# Funastrum odoratum
Funastrum odoratum är en oleanderväxtart som beskrevs av Rudolf Schlechter. Funastrum odoratum ingår i släktet Funastrum och familjen oleanderväxter. Inga underarter finns listade i Catalogue of Life.